# Fujiwara no Okikaze
Fujiwara no Okikaze (藤原 興風)
(dates inconnues) est un poète de waka de l'époque de Heian et un noble japonais. Il fait partie des trente-six grands poètes et un de ses poèmes est inclus dans l'anthologie bien connue Hyakunin Isshu.
Arrière petit-fils de Fujiwara no Hamanari, il obtient en 914 avec le Shimousa no gon no daijō (下総権大掾)  (下総権大掾) un poste élevé dans l'administration de la province de Shimōsa. 
Les poèmes d'Okikaze sont inclus dans plusieurs anthologie impériales de poésie dont le Kokin Wakashū. Il existe aussi une collection personnelle de poésies appelée Okikazeshū.